# 150 f.Kr.

## Händelser

### Efter plats

#### Karthago
- Scipio Aemilianus skickas av den romerske generalen Lucius Licinius Lucullus till Numidien för att erhålla några elefanter från den numidiske kungen Masinissa, som var vän med hans farfar Scipio Africanus. Under tiden där får han bevittna ett stort men oavgjort slag mellan numidierna och karthagerna. De senare ber Scipio Aemilianus att förhandla fram ett avtal, men förhandlingarna strandar.

#### Romerska republiken
- Den romerska senaten visar sitt missnöje över Karthagos beslut att gå i krig med sina grannar utan romerskt tillstånd och säger åt Karthago, att för att undvika krig måste den "tillfredsställa det romerska folket". Den romerske censorn Cato den äldre kräver Karthagos förstörelse och den romerska senaten beordrar sammandragandet av en armé.

#### Seleukiderriket
- Tronpretendenten Alexander Balas, som säger sig vara son till den avlidne Antiochos IV, besegrar seleukiderkungen Demetrios I Soter på slagfältet och dödar honom. Den romerska senaten stödjer, tillsammans med Attalos II Filadelfos av Pergamon och Ptolemaios VI Filometor av Egypten, Alexander Balas och han blir härskare över Seleukiderriket. Demetrios I Soters son Demetrios går i exil till Kreta.
- Seleukiderrikets nye kung Alexander Balas gifter sig med Kleopatra Thea, dotter till Ptolemaios VI Filometor av Egypten.

#### Mindre Asien
- Kung Prusias II:s av Bithynien son Nikomedes, som har skickats till Rom, för att försöka utverka hjälp att få betala mindre krigsskadestånd efter sin fars misslyckade krig med Pergamon, får den romerska senatens stöd, vilket medför att Prusias skickar ett sändebud med hemliga order att mörda honom. Sändebudet avslöjar dock planen för Nikomedes och övertalar honom att göra uppror mot sin far.
- Mithridates V Euergetes efterträder sin farbror Mithridates IV Filopator Filadelfos som kung av Pontos. Han fortsätter strategin att vara allierad med romarna, som hans föregångare inledde.
- Pergamons kung Attalos II grundar staden Attaleia (Antalya) ca 150 f.Kr.

#### Hispania
- Romarna, ledda av praetorn Servius Sulpicius Galba, besegrar lusitanerna i ett stort slag i Hispania. Han bryter sedan sitt löfte till de besegrade lusitaniska rebellerna genom att anställa en massaker på 9.000 av dem under fredsförhandlingarna. Senare säljs över 20.000 lusitaner som slavar i Gallien.

### Efter ämne

#### Konst
- Skapandet av statyn Hellenistisk härskare inleds och avslutas tio år senare. Den finns numera bevarad på Museo Nazionale Romano i Rom.
- Skapandet av statyn Afrodite från Melos (även känd som Venus de Milo) inleds och avslutas 25 år senare. Den upptäcks 1820 och finns numera bevarad på Louvren i Paris.
- Förstoringen av den stora stupan i Sanchi i indiska Madhya Pradesh påbörjas och tar omkring 100 år.

## Födda
- Quintus Lutatius Catulus, romersk fältherre och konsul (död 87 f.Kr.)

## Avlidna
- Demetrios I Soter, seleukidisk kung av Syrien från 162 f.Kr. (född omkring 187 f.Kr.)
- Mithridates IV Filopator Filadelfos, kung av Pontos sedan omkring 170 f.Kr.